# آرتور اسپیر
آرتور اسپیر (انگلیسی: Arthur Spear؛ ۶ فوریه ۱۸۸۳ – ۱۲ دسامبر ۱۹۴۶) بازیکن فوتبال اهل بریتانیا بود.
از باشگاه‌هایی که در آن بازی کرده‌است می‌توان به باشگاه فوتبال بریستول سیتی اشاره کرد.